# Arcadia (The X-Files)
«Arcadia» es el decimoquinto episodio de la sexta temporada de la serie de televisión estadounidense de ciencia ficción The X-Files. Se estrenó en la cadena Fox el 7 de marzo de 1999. El episodio fue escrito por Daniel Arkin y dirigido por Michael Watkins. El episodio es una historia del «monstruo de la semana», desconectada de la mitología más amplia de la serie. «Arcadia» obtuvo una calificación Nielsen de 10,5, siendo visto por 17,91 millones de personas en su transmisión inicial. El episodio recibió una recepción crítica mayoritariamente positiva, y muchos críticos elogiaron el humor del episodio.
El programa se centra en los agentes especiales del FBI Fox Mulder (David Duchovny) y Dana Scully (Gillian Anderson) que trabajan en casos relacionados con lo paranormal, llamados expedientes X. Mulder cree en lo paranormal, mientras que la escéptica Scully ha sido asignada para desacreditar su trabajo. En este episodio, varias desapariciones en una idílica comunidad planificada llevan a Mulder y Scully a trabajar de incógnito como pareja casada. Encuentran que los miembros de la comunidad cumplen estrictamente con cada regla de subdivisión, sin importar cuán intrascendente pueda parecer una regla. Lo que Mulder y Scully pronto descubren es que el gobernante de esta pequeña comunidad ha impuesto su gobierno con una criatura Tulpa del Tíbet.
Arkin, un escritor del personal de primer año del programa, se inspiró para escribir el episodio basado en un incidente en su vida que involucró a una comunidad planificada. El episodio utilizó mucho los efectos especiales, con varios efectos de maquillaje y digitales insertados en el metraje final para darle al episodio una sensación apropiada.

## Argumento
En Falls of Arcadia, una comunidad planificada ficticia en el condado de San Diego, California, el propietario descontento Dave Kline llega a su casa y encuentra un paquete de una persona desconocida. El paquete contiene un molinete hortera, que Kline pone en su techo para molestar a los vecinos. Mientras está en la cama esa noche, Kline escucha a un intruso en la casa. Él va a investigar mientras su esposa, Nancy, se queda en la cama. Una criatura misteriosa ataca y mata a los Klines.
Fox Mulder (David Duchovny) y Dana Scully (Gillian Anderson) investigan la desaparición de los Kline, encubiertos como nuevos propietarios bajo los alias Rob y Laura Petrie. Mientras Mulder y Scully se mudan a la antigua casa de los Kline, el vecino Win Shroeder guarda nerviosamente el aro de baloncesto de Mulder en el garaje y le dice que va en contra de los convenios, condiciones y restricciones (CCR) de la comunidad. Al instalarse, los agentes comienzan a registrar la casa y encuentran lo que parece ser sangre en una hoja del ventilador de techo. Cuando Big Mike, otro vecino, quiere contarles a los «Petries» las «consecuencias» de romper los CCR, el presidente de la asociación de propietarios Gene Gogolak lo describe como «un eslabón débil» que hay que tratar. Esa noche, Big Mike desaparece tras ser atacado por la criatura. Mientras paseaba, Scully luego encuentra al perro de Schroeder Scruffy y el collar de Big Mike en un desagüe pluvial. La cara de Scruffy está cubierta de una sustancia que parece sangre.
Mulder y Scully discuten los posibles motivos de los presuntos asesinatos de los Kline, y Scully decide analizar las sustancias en San Diego. Mulder decide poner a prueba sus teorías de que el incumplimiento de los CCR es el motivo al colocar un flamenco de plástico en el patio y dañar el buzón, entre otras payasadas. Más tarde, Mulder encuentra una nota en el buzón que dice: «Sé como los demás... antes de que oscurezca». Después del anochecer, Mulder saca su aro de baloncesto y Shroeder corre para discutir frenéticamente con Mulder para que lo guarde. Mientras tanto, algo sale de la hierba hacia la Sra. Shroeder, quien grita. Mulder lo ahuyenta, pero todos notan que su luz se apagó.
Shroeder se enfrenta a Gogolak y lo acusa de intentar matar a su familia. En cambio, se le dice a Schroeder que «Rob Petrie» es el verdadero problema. Mientras tanto, Mulder cree que la criatura que mata a los dueños de casa se mueve por el patio, debajo del césped. Scully comparte sus resultados de laboratorio: la «sangre» en el ventilador de techo y en el perro es en realidad mugre, ya que el vecindario está construido sobre un antiguo vertedero. Mulder cree que los Kline fueron enterrados en su patio delantero, por lo que al día siguiente obtiene una retroexcavadora para desenterrarlo y les dice a los vecinos que está instalando un estanque reflectante, lo cual no va en contra de los CCR. No encuentran a los Klines, pero sí encuentran el molinete de mal gusto que había sido entregado misteriosamente a los Klines antes de que murieran. El molinete lleva una etiqueta de la empresa de Gogolak.
Mientras Scully llama a un equipo forense para que vaya allí de inmediato, escucha algo en la casa. Ella busca su arma en el cajón de la cómoda, pero descubre que falta. Mientras la criatura sube las escaleras, Big Mike ensangrentado agarra a Scully y le dice que salga, que «viene» por ella. Empuja a Scully al armario y pelea con la criatura. Mientras tanto, Mulder confronta a Gogolak sobre marcar a los Klines para la muerte dándoles el perinola de mal gusto. Mulder dice que la criatura es una tulpa, una forma de pensamiento tibetana, que Gogolak conjuró para asegurar el cumplimiento de los CCR. Mulder lo arresta, lo esposa a un buzón y va a buscar a Scully. Esposado al buzón, Gogolak pide ayuda, sabiendo que la criatura se acerca. La criatura ataca a Gogolak y, cuando muere, se desintegra en tierra. Scully sale demasiado tarde para ver a la criatura, cuyos restos están a los pies de Mulder.

## Producción

### Inspiración y escritura

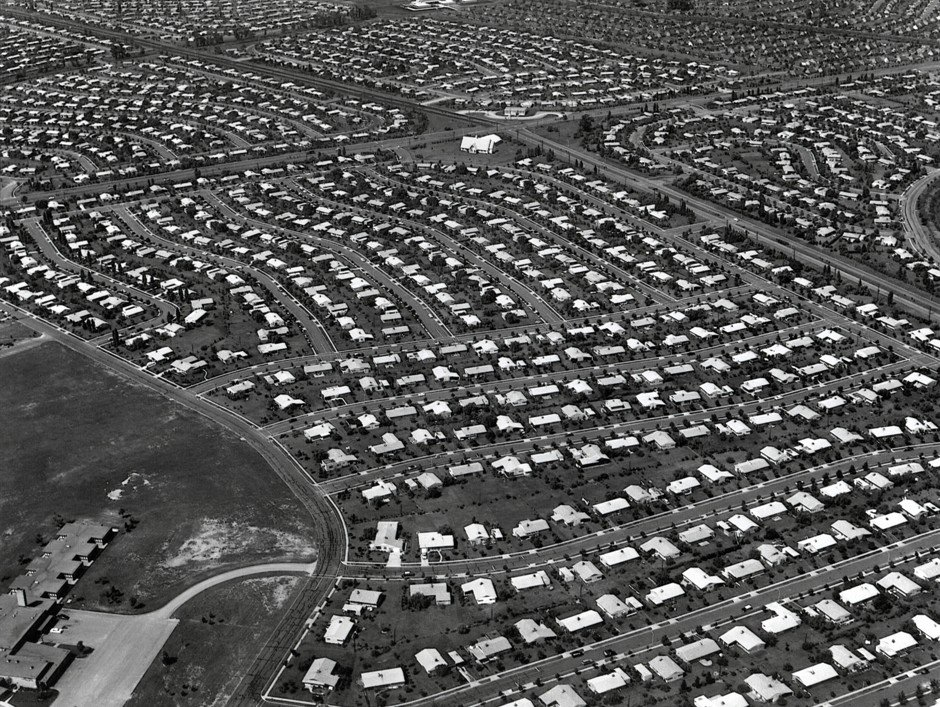
«Arcadia» fue inspirada por la vida en comunidades planificadas.

Daniel Arkin, un escritor de primer año del programa, se inspiró para escribir «Arcadia» basado en un incidente que había ocurrido varios años antes: en 1991, se había mudado a una «comunidad planificada tensa» en Greenwich Village. Desafortunadamente, los trabajadores de la mudanza llegaron tarde, lo que lo obligó a comenzar a descargar sus pertenencias en la última parte de la noche. Debido a que Arkin no había leído los convenios, condiciones y restricciones de «trescientas páginas» de la comunidad, más tarde se sorprendió al descubrir que el complejo lo había multado con mil dólares por mudarse después de las horas aprobadas. El incidente quedó grabado en la mente de Arkin, y cuando se le encargó escribir una historia para The X-Files, saltó de inmediato a la «aterradora» realidad de las comunidades planificadas.
La historia pasó por muchas variaciones, y cuando Arkin escribió su primer borrador, el antagonista principal era simplemente un hombre que servía como un «bogeyman» metafórico. Después de que el creador de la serie, Chris Carter, sugiriera que Arkin reemplazara al humano con un monstruo real, rápidamente reescribió su historia para incluir elementos del mito de Tulpa. La idea de «casar» a Mulder y Scully surgió de una reunión de escritores, ya que todos sintieron que sería una forma convincente para que Mulder y Scully se infiltraran.

### Reparto y diseño
Abraham Benrubi, destacado en ese momento por su trabajo como Jerry Markovic en el drama médico de NBC ER, fue elegido por Rick Millikan para interpretar a Big Mike. El personal de producción de NBC dudaba en permitirle aparecer en el programa, dado su apretado programa de producción, pero, como explicó más tarde Millikan, «había una pequeña ventana, tenía unos días libres, y pudimos escabullirlo allí».
Cheri Montesanto-Medcalf, jefa del departamento de maquillaje de The X-Files, fue responsable de hacer que Benrubi pareciera mutilado y ensangrentado. Aplicar el maquillaje y las prótesis necesarias tomó cuatro horas, y Benrubi usó su maquillaje durante casi doce horas seguidas. La diseñadora de vestuario Christine Peters se encargó de diseñar los atuendos de Mulder y Scully. El atuendo de Mulder estaba compuesto en gran parte por «camisas de cocodrilo Lacoste Izod, Dockers, Bass Weejuns», y el atuendo de Scully era «jeans y una sudadera [o] pantalones caqui y tenis». Peters notó que el atuendo de Scully fue más difícil de diseñar porque el personaje de Scully tiene «una “apariencia” a la que no quiere renunciar».

### Efectos
El equipo de producción del programa tuvo dificultades para diseñar el monstruo, que más tarde obtuvo una variedad de coloridos apodos cortesía del personal de producción del programa, incluidos «Gumby on Steroids», «Mr. Butterworth», «Fecal Fred», y «The Shit Monster». El asistente de dirección Bruce Carter explicó que las dos opciones eran hacer una criatura que «ha desarrollado músculos y tendones a través de la fuerza de la personalidad de Gene Gogolak», o hacer una criatura de basura más convencional cubierta con «cáscaras de plátano y manchas de café». El supervisor de maquillaje, John Vulich, finalmente diseñó un traje de monstruo que era, efectivamente, un «traje de gomaespuma» hecho de uretano. Luego se adjuntó goma triturada al traje, que luego se sumergió en «basura» para crear el efecto de basura. A pesar de todo este trabajo, el episodio final no contiene muchas tomas del monstruo, ya que la mayoría de sus escenas fueron cortadas durante la fase de edición.
El supervisor de efectos digitales Bill Millar recibió la tarea de editar el «video de evidencia» de Scully. Explicó que «querían el punto de vista de Scully en lugar del punto de vista de la cámara en mano». Desafortunadamente, le dieron el metraje el viernes antes de que se emitiera el episodio. Los efectos especiales completos para este breve video requirieron aproximadamente seis horas para completarse.

## Recepción

### Audiencia
«Arcadia» se estrenó en la cadena Fox el 7 de marzo de 1999. Este episodio obtuvo una calificación Nielsen de 10,5, con una participación de 16, lo que significa que aproximadamente el 10,5 por ciento de todos los hogares equipados con televisión y el 16 por ciento de los hogares que ven televisión estaban sintonizados en el episodio. Fue visto por 17,91 millones de espectadores. Fox promocionó el episodio con el lema «¡Mulder y Scully se casaron! ¡Este podría ser el 'expediente X' más aterrador de la historia!»

### Reseñas
«Arcadia» recibió críticas en su mayoría positivas de los críticos. Rob Bricken de Topless Robot nombró a «Arcadia» como el décimo episodio más divertido de X-Files y señaló los dos niveles de humor en el episodio: la pareja «descaradamente hilarante» de Mulder y Scully como marido y mujer, y la «parodia perfecta» de la forma de vida comunitaria planificada. Timothy Sexton de Yahoo! News nombró al «Monstruo de la basura de Arcadia» como uno de los «Mejores monstruos de la semana de X-Files». Robert Shearman y Lars Pearson, en su libro Wanting to Believe: A Critical Guide to The X-Files, Millennium & The Lone Gunmen, calificaron el episodio con cuatro estrellas de cinco y señalaron que el atractivo inherente del episodio era «ver a Mulder y Scully encubiertos como una pareja casada yuppie». Sin embargo, a pesar de los elogios generales por el episodio, los dos criticaron levemente el final, llamando a la escena final «apresurada».
Emily VanDerWerff de The A.V. Club otorgó al episodio una «B+» y lo llamó «un ejemplo sólido de la forma de la mitad del período del programa». However, Sin embargo, señaló que el episodio no es uno de los mejores de la serie, a diferencia de la forma en que muchos fanáticos lo retratan, debido en gran parte al hecho de que «nos permite ver cómo sería si Mulder y Scully fueran una pareja felizmente casada», y que «el monstruo del episodio es un poco difícil de entender».
Tom Kessenich, en su libro Examinations: An Unauthorized Look at Seasons 6–9 of the X-Files le dio al episodio una crítica más mixta, escribiendo «después de ver “Arcadia”, siento que acabo de cenar un par de porciones de pizza en Acción de Gracias. No está mal, pero no es el festín que esperaba». Paula Vitaris de Cinefantastique le dio al episodio una crítica mixta y le otorgó dos estrellas de cuatro. Vitaris, a pesar de elogiar la actuación de David Duchovny durante las escenas en las que «se rebela contra las reglas», llamó a los principales villanos del episodio «estereotipos de habitantes de los suburbios aislados y autocomplacientes».
En el Maratón de Acción de Gracias de FX de 1999, que contenía episodios seleccionados por los fanáticos, «Arcadia» se presentó como la «Mejor química de Mulder/Scully».